# Химическое машиностроение
Химическое машиностроение — отрасль машиностроения, обеспечивающая функционирование базовых отраслей экономики, в том числе, топливно-энергетического, химико-лесного и агропромышленного комплексов. Это одна из самых развивающихся международных отраслей, которая обеспечивает работоспособность таких отраслей, как топливная, лесная, энергетическая. Химическое машиностроение входит в состав тяжелого машиностроения.
Специализация этой подотрасли машиностроения — разработка и производство химического, нефтегазоперерабатывающего, полимерного, резинотехнического, бумагоделательного, газоочистного и криогенного оборудования, а также других видов оборудования, которые применяются в общей промышленности.
Машины и аппараты химической промышленности разделяются на две группы:
- типовые, те, которые широко применяются во всех химических производствах;
- специальные, те, которые применяются только в отдельных производствах.

К первой группе (типовые) относятся: компрессоры и насосы для сжатия и транспорта газов и жидкостей; емкостная аппаратура; фильтры; центрифуги и сепараторы для разделения двухфазных и трехфазных систем, эмульсий и суспензий; теплообменники для нагревания, охлаждения и конденсации; выпарные аппараты для концентрирования разбавленных растворов путём упаривания; холодильные агрегаты для умеренного и глубокого охлаждения; ректификационная аппаратура для разделения жидких смесей на индивидуальные составляющие; сушилки для обезвоживания влажных материалов путём испарения влаги; дробилки для измельчения твердых материалов; циклоны и электрофильтры для очистки газов от различных взвесей.
Ко второй группе (специальные) относятся: реакторы, предназначенные для проведения химических процессов; экстракторы, аппаратура для сорбционных, электрохимических и электротермических процессов и другие.
Так как эта отрасль машиностроения должна удовлетворять сложному комплексу требований, из-за многообразных процессов химической технологии, то конструкции машин и аппаратов химических производств обладают специфическими особенностями. В некоторых случаях аппаратура при работе должна выдерживать низкие температуры, близкие к абсолютному нулю; в других случаях должна обеспечить работу при высоких температурах, до 3000°С. Минимальным давлением в машинах и аппаратах химической промышленности является остаточное давление 10−6−10−9 мм.рт.ст. При таком давлении в системах могут проходить некоторые процессы. Максимальным же давлением является давление в 1000 атм. Машины, которые применяются в данной отрасли машиностроения, должны быть стойкие к воздействию кислот и щелочей различных концентраций, окислителей и восстановителей и эрозионно-активных сред.
В связи с решением этих требованием, появилась необходимость применения новых неметаллических материалов. Из этих неметаллических материалов изготавливают как отдельные детали, так и металлозащитные конструкции.